# Сепиети
Сепиети (груз. სეფიეთი) — село в Грузии, на территории Абашского муниципалитета края (мхаре) Самегрело-Верхняя Сванетия.

## География
Село находится в западной части Грузии, на левом берегу реки Абаши, на расстоянии приблизительно 6 километров (по прямой) к северо-северо-востоку от города Абаша, административного центра муниципалитета. Абсолютная высота — 53 метра над уровнем моря.

## Население
По результатам официальной переписи населения 2014 года в Сепиети проживало 877 человек (441 мужчина и 436 женщин). В национальной структуре населения грузины составляли 99,9 %.
| Год  | Население, человек |
| ---- | ------------------ |
| 2002 | 1114               |
| 2014 | ↘ 877              |